# Peter Giblin
Peter John Giblin (Dartford, Anglaterra, 18 de març de 1941) és un matemàtic anglès que té com a recerca principal la teoria de la singularitat i la seva aplicació a la geometria, la visió artificial i els gràfics per ordinador. Giblin és professor emèrit de matemàtiques a la Universitat de Liverpool, on ha sigut professor durant més de 40 anys. Les seves posicions a Liverpool han inclòs Cap de Departament (de ciències matemàtiques), i Cap de Divisió (de matemàtiques pures).
És autor o coautor de vuit llibres publicats, alguns dels quals s'han traduït al rus. El pròleg per a la traducció al rus del seu llibre Curves and Singularities va ser escrit pel matemàtic rus Vladímir Arnold. Giblin també ha sigut autor o coautor de més d'un centenar d'articles publicats amb avaluació d'experts. El primer d'ells va ser publicat el 1968.

## Publicacions
- Giblin, P. J.. Graphs, Surfaces and Homology.  Chapman and Hall, 1977. ISBN 0-470-98994-7.
- Bruce, J. W.; Giblin, P. J.. Curves and Singularities.  Cambridge University Press, 1984. ISBN 0-521-42999-4.
- Bruce, J. W.; Giblin, P. J.; Rippon, P. J.. Microcomputers and Mathematics.  Cambridge University Press, 1990. ISBN 0-521-37515-0.
- Giblin, P. J.; Porteous, I. R.. Challenging Mathematics.  Oxford University Press, 1990. ISBN 0-19-914361-7.
- Giblin, P. J.. Primes and Programming: an Introduction to Number Theory with Computing.  Cambridge University Press, 1993. ISBN 0-521-40182-8.
- Chen, K.; Giblin, P. J.; Alan Irving, A. Mathematical Explorations in Matlab.  Cambridge University Press, 1999. ISBN 978-0-521-63920-0.
- Hallinan, P. W.; Gordon, G.; Yuille, A. L.; Giblin, P. J.. Two and Three Dimensional Patterns of the Face.  A. K. Peters, 1999. ISBN 978-1-56881-087-4.
- Cipolla, R.; Giblin, P. J.. Visual Motion of Curves and Surfaces.  Cambridge University Press, 1999. ISBN 0-521-63251-X.